# 許猛
许猛（？—？），字子豹，冀州河间国高阳县人，西晋政治人物。
曹魏镇北将军许允次子。二十四友之一。有治理才学，元康中为幽州刺史。